# 地獄少女 閻魔あいセレクション 激こわストーリー
『地獄少女 閻魔あいセレクション 激こわストーリー』（じごくしょうじょ えんまあいセレクション げきこわストーリー）は、2007年から2012年まで講談社より刊行されたアンソロジーコミック形式のホラー漫画集。全13集が刊行された。

## 概要
テレビアニメ『地獄少女』を原作とし、永遠幸による漫画化作品『地獄少女』シリーズとのタイアップという形で刊行された。2007年7月に『地獄少女』第1シリーズ（全9巻）の5巻と同時発売された『地獄少女 閻魔あいセレクション 激こわストーリー』が第1集に当たり、第3集『激こわストーリー・暗』までは不定期で刊行されていたが、2009年7月に漫画化作品の第2シリーズ『新・地獄少女』（全3巻）の2巻と同時発売された第4集『激こわストーリー・罪』以降は『新・地獄少女』、また漫画オリジナルの第3シリーズ『地獄少女R（リターンズ）』の単行本発売と同時に本アンソロジー集も発売されるのが慣例となっていた。
各巻とも、漫画『地獄少女』シリーズの連載版より1話（単行本未収録の1話）を収録しているほか、閻魔あいたちが紹介役となり、複数の作家による読者投稿を元にした描き下ろしの短編を収録している。この短編は「地獄通信」以外の都市伝説を紹介するという形式になっており、内容的には『地獄少女』本編との直接のつながりはない。
2012年4月刊の第13集『激こわストーリー・闇』をもって完結し、同年8月以降は企画コンセプトを継承したアンソロジーコミック『本当にヤバイホラーストーリー』へ移行されている。『ホラーストーリー』はタイトルに『地獄少女』を冠しなくなったが、『地獄少女』の連載版より単行本未収録の1話を収録するスタイルは『激こわストーリー』から引き継がれている（ただし、唯一の例外として「いきもの地獄」に掲載されている1話は、単行本に収録されているものである）。

## 各巻
- 永遠幸 原作：地獄少女プロジェクト、他 『地獄少女 閻魔あいセレクション 激こわストーリー』 講談社〈講談社コミックスなかよし〉、全13集

### 激こわストーリー
第1集。『地獄少女』5巻と同時発売された。
- 2007年7月20日初版 ISBN 978-4-06-364157-8

収録作品
- 地獄少女より「女子の秘密」（永遠幸 原作：地獄少女プロジェクト） - 『なかよし』2007年5月号掲載
- 動く人形（小鷹ナヲ）
- 呪いのメール（ハタノヒヨコ）
- 鏡の中には…（明日賀じゅん）
- ある夏の日（白沢まりも）
- おかあさんの知らせ（青月まどか）

### 激こわストーリー・恐
第2集。『地獄少女』8巻と同時発売された。
- 2008年7月18日初版 ISBN 978-4-06-364193-6

収録作品
- 地獄少女より「明るいクラスメイト」（永遠幸 原作：地獄少女プロジェクト） - 『なかよし』2008年4月号掲載
- ビデオカメラ -旧校舎の怪-（原明日美）
- 未来チャンネル（桃雪琴梨）
- 呪われたネックレス（栗沢じゅん）
- 消えていく…（三浦瑞希）
- 鬼ごっこ（秋本葉子）

### 激こわストーリー・暗
第3集。『地獄少女』9巻と同時発売された。
- 2008年10月6日初版 ISBN 978-4-06-364199-8

収録作品
- 地獄少女「アイドルの彼女」（永遠幸 原作：地獄少女プロジェクト） - 『なかよし』2008年2月号掲載
- 忘れ手帳（佐藤みなみ）
- 青い蝶（柏木志保）
- 血まみれの女性（菊井風見子）
- ドンドンドン（水上航）
- 本当になった夢（幸凪優）

### 激こわストーリー・罪
第4集。『新・地獄少女』2巻と同時発売された。
- 2009年7月17日初版 ISBN 978-4-06-364230-8

収録作品
- 地獄少女より「ナンバー1」（永遠幸 原作：地獄少女プロジェクト） - 『なかよし』2009年5月号掲載[3]
- エレベーター（美麻りん）
- 携帯電話（春瀬サク）
- 恐怖のホラー話（瀬崎ちか）
- 赤い糸（とぐさ壱耶）
- 私のねがい（瀬田ハルヒ）

### 激こわストーリー・絶
第5集。『新・地獄少女』3巻と同時発売された。
- 2009年11月6日初版 ISBN 978-4-06-364240-7

収録作品
- 地獄少女より「シナリオ」（永遠幸 原作：地獄少女プロジェクト） - 『なかよし』2009年11月号掲載[3]
- 約束（花森ぴんく）
- バレエ（あおいみつ）
- かげふみ（茂呂おりえ）
- 学校のトイレ（渡辺留衣）
- バラバラ地蔵（秋本葉子）

### 激こわストーリー・黒
第6集。『地獄少女R』1巻と同時発売された。
- 2010年3月19日初版 ISBN 978-4-06-364258-2

収録作品
- 地獄少女より「友だち思い」（永遠幸 原作：地獄少女プロジェクト） - 『なかよし』2010年2月号掲載[4]
- ひなまつり（山田デイジー）
- 無言電話（伊藤みんご）
- いつもとなりに（みやび鈴）
- マリーちゃん（寿えびす）
- 家にだれかいる（明日賀じゅん）

### 激こわストーリー・悪
第7集。『地獄少女R』2巻と同時発売された。
- 2010年8月6日初版 ISBN 978-4-06-364276-6

収録作品
- 地獄少女より「波間の悪意」（永遠幸 原作：地獄少女プロジェクト） - 『なかよし』2010年7月号掲載[4]
- 赤い世界（菊田みちよ）
- 鳴るはずのない歌（進藤はるか）
- 屋根裏（とぐさ壱耶）
- すいこまれる…（桜倉メグ）
- みみ（茶匡）

### 激こわストーリー・毒
第8集。『地獄少女R』3巻と同時発売された。
- 2010年12月28日初版 ISBN 978-4-06-364292-6

収録作品
- 地獄少女より「先輩の応援」（永遠幸 原作：地獄少女プロジェクト） - 『なかよし』2010年5月号掲載[4]
- 不幸の手紙（原明日美）
- ずっといっしょ（小鷹ナヲ）
- ふしぎな鏡（佐藤みなみ）
- よく見えるメガネ（みつき成流）
- 願いをかなえる蝶の池（瑞樹しずか）

### 激こわストーリー・苦
第9集。『地獄少女R』4巻と同時発売された。
- 2011年4月6日初版 ISBN 978-4-06-364304-6

収録作品
- 地獄少女より「絶望の教室」（永遠幸 原作：地獄少女プロジェクト） - 増刊『なかよしラブリー』2010年冬の号掲載[4]
- コインランドリー（ハタノヒヨコ）
- 死んだ人（カンナ）
- だれだぁ（白沢まりも）
- 洋服屋さん（秋本葉子）
- ネコ（栗沢じゅん）

### 激こわストーリー・影
第10集。『地獄少女R』5巻と同時発売された。
- 2011年8月5日初版 ISBN 978-4-06-364315-2

収録作品
- 地獄少女より「なかよしこよし」（永遠幸 原作：地獄少女プロジェクト） - 増刊『なかよしラブリー』2011年春の号掲載[4]
- 赤い黒ウサギ（茶匡）
- テレビの中の女の子（美麻りん）
- しんちゃん（高上優里子）
- 花少女（水上航）
- 赤いちゃんちゃんこ（三浦瑞希）
- ゲームソフト（大塚さとみ）

### 激こわストーリー・幽
第11集。『地獄少女R』6巻と同時発売された。
- 2011年11月4日初版 ISBN 978-4-06-364329-9

収録作品
- 地獄少女より「はかない希望」（永遠幸 原作：地獄少女プロジェクト） - 『なかよし』2011年4月号掲載[4]
- 4色のガラス玉（菊田みちよ）
- ネイルショップ（立樹まや）
- 道案内（瀬田ハルヒ）
- 双子（渡辺留衣）
- 夢幻病棟（木ノ下奈央）

### 激こわストーリー・怪
第12集。『地獄少女R』7巻と同時発売された。
- 2011年12月28日初版 ISBN 978-4-06-364336-7

収録作品
- 地獄少女より「一生の約束」（永遠幸 原作：地獄少女プロジェクト） - 『なかよし』2011年7月号掲載[4]
- 444号室（あおいみつ）
- 一人かくれんぼ（桜倉メグ）
- あそぼうよ（ハタノヒヨコ）
- 写真の中のきれいなわたし（日向きょう）
- 病院のエレベーター（伊藤みんご）

### 激こわストーリー・闇
第13集。『地獄少女R』8巻と同時発売された。
- 2012年4月27日初版 ISBN 978-4-06-364352-7

収録作品
- 地獄少女より「幽霊のでる時計塔」（永遠幸 原作：地獄少女プロジェクト） - 『なかよし』2012年4月号掲載[4]
- 寿命のろうそく（青月まどか）
- エレベーター（茂呂おりえ）
- セールスの電話（とぐさ壱耶）
- ふしぎな友だち（福月悠人）
- ベビーロッカー（カンナ）